# Абрамова, Анастасия Ивановна
Анастаси́я Ива́новна Абра́мова (17 (30) июня 1902, Москва — 26 июня 1985, там же) — русская балерина. Заслуженная артистка РСФСР (1947).

## Биография
Сестра балетного критика А. И. Абрамова, писавшего под псевдонимом Трувит. В 1917 окончила Московское хореографическое училище, где её педагогами были В. Д. Тихомиров, Горский, Е. В. Гельцер и Е. О. Вазем. С 1918 по 1948 выступала в Большом театре. Пик её популярности пришёлся на 20-е годы, когда она была одной из ведущих солисток Большого театра. Танец Абрамовой отличался отточенной техникой; особенно хорошо ей удавались быстрые танцевальные темпы.
Первая главная партия
- 1922- Лиза в балете П. Гертеля «Тщетная предосторожность»

Другие партии:
- Маша в балете П. И. Чайковского «Щелкунчик»
- Балерина в балете. И. Ф. Стравинский «Петрушка»
- Аврора в балете П. И. Чайковского «Спящая красавица»
- 12 сентября 1924 первое исполнение партии Сванильды в возобновлённом по хореографии Горского балете Лео Делиба «Коппелия» (Большой театр на сцене Экспериментального театра).
- Белая кошечка в балете П. И. Чайковского «Спящая красавица»
- Коломбина в балете С. Н. Василенко «Карнавал», возобновление В. А. Рябцева.
- 21 декабря 1924 — первое исполнение партии Пьеретты в новой постановке балетмейстером В. А. Рябцевым балета Р. Е. Дриго «Арлекинада» (под названием «Миллионы Арлекина»).
- Царь-девица в балете Ц.Пуни «Конёк-Горбунок»
- Тао Хоа в балете Р. М. Глиэра «Красный мак», балетмейстеры Тихомиров и Л. А. Лащилин.
- Фея, Мачеха в балете «Золушка»
- 30 марта 1930 — первое исполнение партии Метельщицы в балете В. А. Оранского «Футболист», балетмейстеры Л. А. Лащилин и И. А. Моисеев
- 6 июля 1933 — первое исполнение партии Жанны в балете Б. В. Асафьева «Пламя Парижа», балетмейстер В. И. Вайнонен.
- 24 января 1932 — первое исполнение партии в новой постановке балета «Шопенина» балетмейстером А. И. Чекрыгиным по М. М. Фокину.

Выступая в хореографических сценах опер Ж.Бизе «Кармен», А. П. Бородина «Князь Игорь» создала яркие впечатляющие образы.
Активно сотрудничала с балетмейстером К. Я. Голейзовским в руководимой им студии, которая сменила за короткое время много названий, но наиболее известна, как «Московский камерный балет». Много гастролировала выступала со специальными концертными номерами: «Прелюд» Рахманинова, «Вальс» Крейслера в обработке Рахманинова, «Русская» на музыку Чайковского и др.). Выступления закончила в 1948.
Награждена орденом «Знак Почёта» (02.06.1937 — за выдающиеся заслуги в деле развития оперного и балетного искусства) и Почётной грамотой Президиума Верховного Совета РСФСР (25.05.1976).